# Marquesado de Casa Dalp
El marquesado de Casa Dalp fue un título nobiliario pontificio concedido por el papa Pío X a Bernabé Sánchez-Dalp y Calonge, el 12 de octubre de 1908, emparentado con los marqueses de Aracena y los condes de Torres de Sánchez-Dalp. Su uso fue autorizado en España al año siguiente.